# Daniel Ordás
Daniel Ordás Menéndez (Basilea, Suiza, 22 de agosto de 1974) es un jurista y autor de nacionalidad suiza y origen español, activista político de la democracia directa.

## Biografía
Ordás se educó en el seno de una familia emigrante asturiana en Suiza y se crio en Basilea, en cuya Universidad estudió, completando su titulación en Derecho en Berna. Está casado y tiene tres hijos.
Es socio de varios despachos de abogados en Suiza. En 2003 fundó Advokatur & Rechtsberatung TRIAS, uno de los primeros bufetes suizos organizado como  sociedad anónima. Habiendo sido uno de los cofundadores de la AEA International Lawyers Network, hoy es uno de sus vicepresidentes. En 2012 lanzó y editó la revista política Statements.

## Política
Educado en la participación política local, desde la universidad mostró ya su compromiso por una democracia más activa y transparente; fundó y presidió el Parlamento Juvenil de Basilea y llegó a ser secretario general del PSOE en Suiza, miembro de la ejecutiva de la Federación en Europa y de su Comité Federal.
Tras su naturalización ha sido candidato al parlamento cantonal, miembro de comisiones y ha presidido una sección del Partido Socialdemócrata Suizo. En 2009 fue uno de los promotores de la iniciativa para el derecho de voto cantonal de los inmigrantes.

## Democracia directa
En España viene desarrollando una campaña personal por la introducción de la democracia directa, que ha explicado en sucesivas entrevistas en medios. La crisis económica y política ha dado eco popular a su iniciativa, especialmente a partir del interés despertado hacia su proyecto por el popular Jordi Évole, en la cadena española La Sexta. Su presentación en el programa "Ciudadano Kleenex" desencadenó viralmente su aparición y entrevistas en medios y redes sociales, donde mantiene una comunicación activa. De resultas del fenómeno, una editorial le encarga el pequeño ensayo España se merece… Democracia directa.

## Reforma13
Reforma13 es el hashtag y la propuesta política de los abogados hispano-suizos Daniel Ordás y Juan Cortizo, para reformar la Constitución Española a fin de introducir un sistema de participación más directa, similar al ejercido en Suiza.
La reforma incluye conceptos helvéticos, como el voluntariado político (políticos milicianos en Suiza), e internacionales, como el mandato revocable, las listas abiertas, la reforma del senado y del sistema electoral del congreso con escaños compensatorios. El estudio de constitucionalismo comparado combina elementos del sistema suizo, danés, sueco y alemán. Desde mayo de 2013 se encuentra expuesto en el sitio de internet www.reforma13.es y acaba de aparecer el libro que sustenta y compendia la iniciativa: "España se merece una re-Constitución"

## Cónsul del Paraguay
Por el decreto presidencial 1358 el presidente de la República del Paraguay Mario Abdo Benítez nombró Cónsul Honorario del Paraguay para Suiza a Daniel Ordás el 26 de febrero de 2019. Ordás inauguró la sede de este consulado en las oficinas de su despacho de abogados Advokatur TRIAS en Pratteln el 10 de mayo de 2019 en presencia de la presidenta de la comisión de asuntos exteriores del parlamento suizo Elisabeth Schneider-Schneiter, el ministro de Basilea-Campiña Thomas Weber y el ministro de Basilea-Ciudad Baschi Dürr. En el acto fue presentada la fundación Paradise Partner Paraguay PPP que Ordás preside e inaugurado el obelisco a la amistad entre los pueblos de Suiza y el Paraguay por el futbolista paraguayo Blas Riveros.

## Diputado delParlamento de la Ciudad de Basilea
Desde 2023 es miembro del Parlamento de la Ciudad de Basilea por el Partido Verde-Liberal.

### Videos
- Conferencia: "España se merece... DEMOCRACIA DIRECTA" - Daniel Ordás
- Daniel Ordás y Juan Cortizo promotores de #Reforma13 - Democracia Directa
- Salvados Jordi Évole con Daniel Ordás-Democracia participativa (Ciudadano Klínex)
- #Reforma13 - Daniel Ordas en Al Cierre de Información TV

- Datos: Q5798584
- Multimedia: Daniel Ordás / Q5798584